# Luck and Strange

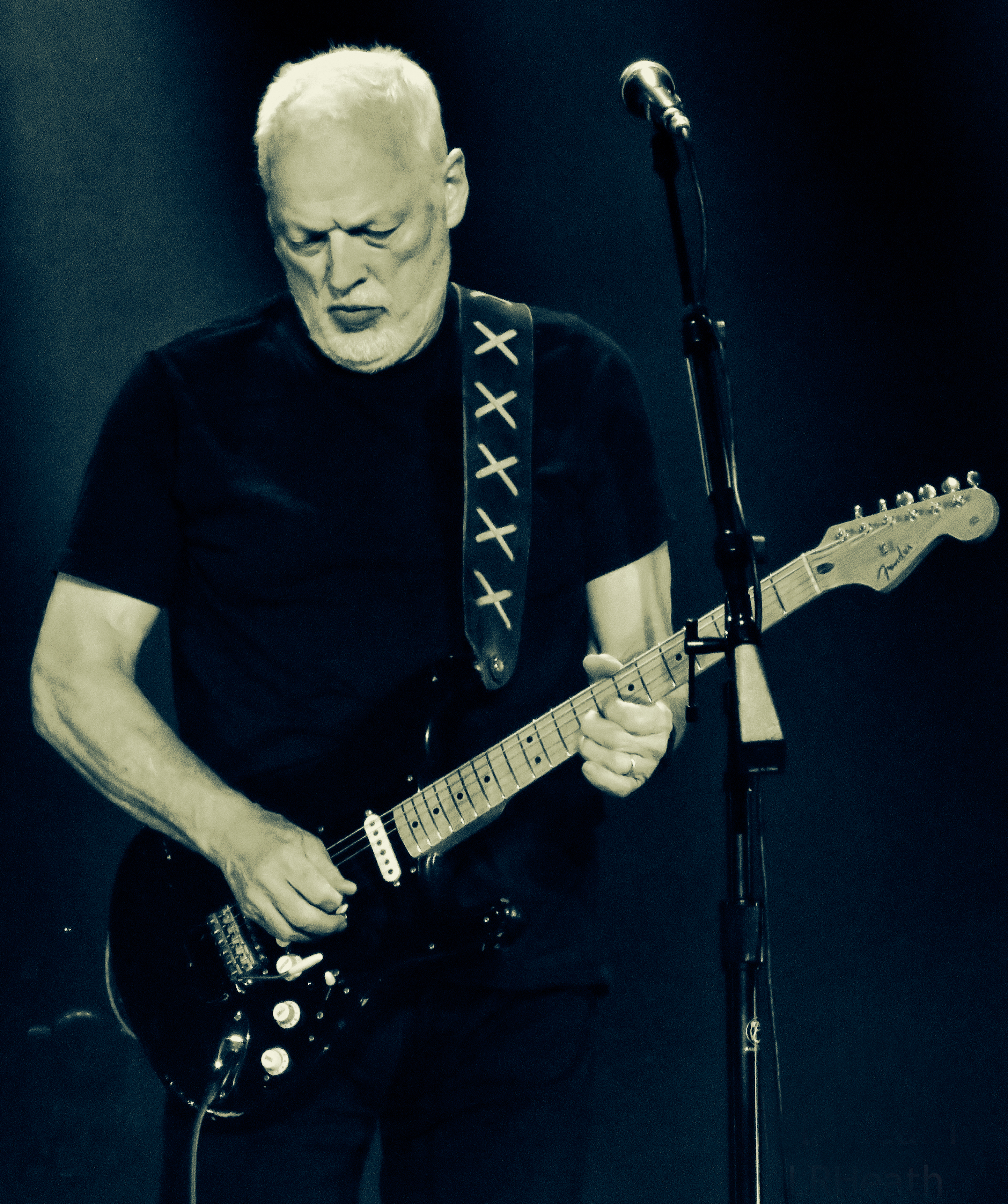
David Gilmour

A Luck and Strange David Gilmour angol gitáros és dalszerző ötödik stúdióalbuma, amely 2024. szeptember 6-án jelent meg a Sony Music gondozásában. Producerei Gilmour és Charlie Andrew voltak. Az album mind "bakelit lemezen", mind CD-n megjelent.

## Az album elkészítése
Gilmour felesége, Polly Samson regényíró írta a dalszövegek nagy részét, amelyek szerinte a halandóságról és az öregedésről szólnak. Gyermekeik további zenei motívumokkal, dalszövegekkel és hangszereléssel gazdagították az albumot.
A Luck and Strange öt hónapon át készült Brightonban és Londonban, és kilenc év után ez volt Gilmour első új anyagot tartalmazó albuma. A Luck and Strange című dalban a Pink Floyd volt billentyűse, a 2008-ban elhunyt Richard Wright billentyűs is közreműködik, játékát még 2007-ben rögzítettek egy jamelésen Gilmour házának pajtájában.
Az album néhány részlete azokból az élő közvetítésekből való, amelyeket Gilmour és családja a 2020-as és 2021-es Covid19-pandémia alatt ingyenesen streamingelt. Az albumon nyolc új szám található, valamint a The Montgolfier Brothers Between Two Points című dalának "igazán gyönyörű" átdolgozása, ahogy "az új változatba szerelmes" Mark Tranmer, az eredeti formáció tagja fogalmazott. (Az eredeti dal szinte teljesen ismeretlen volt, a feldolgozásáig mindössze 25 000 lejátszást ért el a Spotify-on.) Ezt az átdolgozott dalt Romany Gilmour énekli, aki az egész albumon háttérvokálozik és hárfázik. A Between Two Pointsban Romany testvére Gabriel Gilmour is háttérvokálozik.
A The Piper's Call, a Between Two Points, a Dark and Velvet Nights és a Luck and Strange kislemezként jelent meg először.
Az album borítóját a korábban a U2-val és a Depeche Mode-dal is együtt dolgozó Anton Corbijn készítette. A borító tervét egy szövegrészlet ihlette, amelyet Charlie Gilmour írt az album utolsó, Scattered című dalához.

## Az album bemutatója
A 78 éves Gilmour új albumát a legjobbnak tartja egykori zenekara 1973 márciusában a Harvest Records/Capitol Recordsnál megjelent ikonikus mesterműve, a The Dark Side of the Moon óta.
A  Luck and Strange LP premierjét  – amely történetesen a régi hol barát, hol ellenség zenésztárs, Roger Waters születésnapjára esett – hatalmas siker övezte, ez lett Gilmour harmadik albuma, amely az Egyesült Királyság toplistájának első helyére ugrott, szinte a bemutatásával egyidőben.
Gilmour az albumbemutatót követően, 2024 szeptemberében koncertkörútra indult, fellép többek közt a Royal Albert Hallban is.

## Az album dalai
Luck and Strange
1. Black Cat --- (instrumentális) --- 1:16
2. Luck and Strange --- 6:54
3. . The Piper's Call --- 5:15
4. A Single Spark --- 6:02
5. Vita Brevis --- (instrumentális) --- 0:46
6. Between Two Points --- Romany Gilmourral (sz.: Roger Quigley; z.: Mark Tranmer) --- 5:46
7. Dark and Velvet Nights[17] --- 4:41
8. Sings --- 5:15
9. „Scattered” (sz.: D. Gilmour - Charlie Gilmour - Samson) --- 7:26

Teljes hossz:   43:21
A dalszövegeket Polly Samson írta, ha nincs külön megjegyzés; a zenét David Gilmour szerezte, ha nincs külön megjegyzés.

## Közreműködők
- David Gilmour - gitár (minden), zongora (1), ének (2-4, 7-9), ukulele (3), Höfner basszusgitár (3, 8), Farfisa orgona (3), háttérvokál (2-4, 6-8), billentyűs hangszerek (6, 9), Hammond orgona (7), basszusgitár (9), Leslie zongora (9), Cümbüş (8).
- Richard Wright - elektromos zongora, Hammond orgona (2)
- Romany Gilmour - ének (6), háttérvokál (2-4, 6-8), hárfa (5-6)
- Gabriel Gilmour - háttérvokál (3, 4)
- Rob Gentry - szintetizátor (1-4, 6, 9), billentyűs hangszerek (3, 6, 8-9), zongora (4, 6, 8-9), orgona (7)
- Roger Eno - zongora (1, 9)
- Guy Pratt - basszusgitár (2, 3, 6-9)
- Adam Betts - ütőhangszerek (2, 4, 6-9), dzsembé (3), dobok (4)
- Steve DiStanislao - dobok (2)
- Steve Gadd - dobok, ütőhangszerek (3, 6-9)
- Tom Herbert - basszusgitár (4)
- Edmund Aldhous - orgonista és az Ely-i katedrális zenei igazgatója.
- Ely Cathedral - kórus
- Angel Studios - kórus

### Technika
- David Gilmour - produkció, keverés, hangmérnöki munka
- Charlie Andrew - produkció, keverés, hangmérnöki munka
- Matt Glasbey - keverés, hangmérnöki munka
- Dick Beetham - mastering
- Damon Iddins - mérnöki munka
- Andy Jackson - kiegészítő produkció (2, 3, 7)
- Luie Stylianou - kiegészítő produkció (8)
- Will Gardner - zenekari hangszerelés (2, 4, 6, 9)